# کارلو آلفونسو نالینو
کارلو الفونسو نالینو (به ایتالیایی: Carlo Alfonso Nallino) (زاده ۱۸ فوریه ۱۸۷۲ – درگذشته ۲۵ ژوئیه ۱۹۳۸) شرق‌شناس و پژوهنده تاریخ علم بود.

## زندگینامه
او در تورین در خانواده‌ای اهل علم به دنیا آمد. پدرش استاد شیمی بود. در دانشگاه تورین ادبیات خواند.
در ۲۱ سالگی نخستین کارش را، که در باره آثار جغرافیایی و ستاره‌شناسی عربی و اسلامی بود، در سه جلد منتشر کرد. پس از آن کار مفصل او درباره زیج بتانی از ۱۸۹۹ تا ۱۹۰۷ منتشر شد و او را در میان مورخان علم سرشناس کرد.
مدتی در دانشگاه مطالعات شرقی ناپل و بعد در دانشگاه پالرمو تدریس کرد.
در ۱۹۰۰ پس از منتشر کردن کتابی درباره گویش عربی مصری با اجازه ملک فوأد در دانشگاه خدیو مصر تدریس کرد.
پس از بازگشت به ایتالیا در دانشگاه لاساپینزای رم استاد شد و موسسه پژوهش‌های شرقی را در آنجا بنا نهاد. این موسسه نشریه‌ای به نام شرق نوین را زیر نظر او منتشر می‌کرد.
او عضو آکادمی علوم ایتالیا و نیز آکادمی سلطنتی زبان عربی قاهره بود.
نالینو به زبان‌های عربی، فارسی، ترکی و اردو مسلط بود.
او در سال ۱۹۳۸ پس از بازگشت از سفری که به شبه جزیره عربستان کرده بود در شهر رم درگذشت.